# 権現堂 (市原市)
権現堂（ごんげんどう）は、千葉県市原市の三和地区にある大字。郵便番号は290-0209。

## 概要
市原市中央部の三和地区西部にある。同市五井地区との境界付近となっている。養老川沿いにあり、全体的に平坦な土地で、水田地帯が広がっている。

## 地理
北は宮原（飛び地）及び西野、北から東は糸久、南は分目、西は宮原と接している。

## 歴史

### 地名の由来
権現を祀ったことによるものである。

### 沿革
文禄（1592年～1596年）以前は新生村であった。
江戸期（1592年～1596年以後）　権現堂村。
1963年に三和町が合併し、市原市となった。

## 世帯数と人口
2022年4月1日現在の世帯数と人口は以下の通りである。
| 町丁字 | 世帯数 | 人口  |
| ------ | ------ | ----- |
| 権現堂 | 96世帯 | 227人 |

## 通学区域
市立小学校・市立中学校及び県立高等学校の通学区域は以下の通りである。
| 町丁字 | 番地 | 小学校             | 中学校             | 高等学校 |
| ------ | ---- | ------------------ | ------------------ | -------- |
| 権現堂 | 全域 | 市原市立海上小学校 | 市原市立三和中学校 | 第9学区  |